# Universidad Briarcliff
La Universidad Briarcliff era una universidad de mujeres en Briarcliff Manor, Nueva York. La escuela fue fundada en 1903 en un refugio de Briarcliff después de que Walter W. Law donara el terreno para la universidad. Su ubicación se mantuvo en la carretera Elm en Briarcliff hasta 1977 que tuvo que cerrar debido a su bajo número de estudiantes y problemas financieros. En el mismo año, su campus fue comprado por la Universidad Pace, que ahora la opera como parte de su Campus Pleasantville.

## Historia

Pasillo de entrada a la universidad Pace en 2015

La escuela para niñas del Sr. Dow fue fundada en 1903 en el refugio de Briacliff; dos años después, Walter W. Law le dio a Maria Elizabeth Dow 35 hectáreas y construyó el Salón Dow Châteauesque (Harold Van Buren Magonigle fue el arquitecto). Dow se retiró en 1919 y Edith Cooper Hartmann comenzó a manejar la escuela con solo un posgrado de dos años. la escuela se volvió un "Junior college" en 1933. Briarcliff permaneció siendo una escuela superior (Junior college) hasta 1957, poco después de la presidencia de Charles E. Adkins y de cuando comenzó a ofrecer titulaciones con cuatro años de estudio. La librería de la escuela, que tenía 5,500 volúmenes en 1942, en 1960 se expandió a 20,000 volúmenes aproximadamente. Para la época en la que la escuela cerró, tenía alrededor de 300 estudiantes.  
La escuela prosperó desde 1942 hasta 1961 bajo la presidencia de Clara Tead, quién logró un gran número de fideicomisarios, incluyendo Carl Carmer, los primos Norman, Barrett Clark, Thomas K. Finletter, William Zorach y Lyman Bryson. Ordway Tead, el esposo de Tead sirvió como presidente de la junta de fideicomisarios. La universidad gradualmente comenzó a mejorar su nivel y posicionamiento académico y fue registrada con el Departamento Estatal de Educación y fue acreditada por la Asociación de Universidades y Escuelas de los Estados Medios en 1944. Posteriormente, en 1951, la junta de regentes autorizó a la universidad en conceder una asociación con las artes las ciencias aplicadas. Para el siguiente año, el servicio Army Map seleccionó a la universidad como la única en el país por tener un entrenamiento profesional en cartografía.: 181–8 
En 1944, "Shelton House", un edificio a través de la carretera Elm, fue comprado como un dormitorio, un salón de clases y como un ala de oficinas en 1951. En 1955, después de que Howard Deering Johnson se uniera a la junta de fideicomisarios, el dormitorio "Howard Johnson Hall" fue construido. A partir de 1963, la Universidad Briarcliff comenzó a expandirse rápidamente, construyendo dos dormitorios, el salón de bellas artes, el edificio de humanidades, el edificio "Woodward" de ciencias y un comedor para 600 personas. En 1964, la universidad comenzó a ofrecer una licenciatura en artes y ciencias. El centro de arqueología de Hudson Valley fue abierto en 1964. Las inscripciones en la universidad dieron un brinco de 300 hasta 500 entre los años 1960 y 1964. Para 1967, había 623 inscripciones, con 240 estudiantes de primer año. Durante la guerra de Vietnam, los alumnos protestaron el envolvimiento de Estados Unidos y Adkins y los síndicos se resignaron; y fue ahí cuando James E. Stewart se convirtió en el presidente. En 1969, doce estudiantes, dirigidos por el presidente estudiantil Edie Cullen, robaron el mimeógrafo del colegio y le dieron 9 demandas al colegio. Al día siguiente, alrededor de 50 estudiantes participaron en una manifestación de 48 horas en Down Hall. Josiah Bunting III se convirtió en presidente en 1973 y la Universidad Pace junto con el Colegio Médico de Valhalla en Nueva York, comenzó el arrendamiento de edificios del campus. El colegio contaba con 350 estudiantes para 1977 y todos ellos disfrutaban de edificios de dormitorios medio vacíos.: 71, 181–8   
Con el incremento de popularidad de coeducación en los setenta, Briarcliff tuvo problemas para mantenerse activo. El presidente Josiah Bunting III partiendo al Colegio Hampden de Sídney en la primavera de 1977 contribuyó a los problemas que el colegio estaba enfrentando. En lugar de seguir luchando, los fideicomisarios votaron por vender el campus a la Universidad Pace, una institución con sede en la ciudad de Nueva York. En lugar de fusionar Briarcliff con Pace, llegaron a un acuerdo de colaboración con el Colegio Bennett, un colegio de preparatoria para mujeres cerca de MiIlbrook, el cual estaba enfrentando problemas también con el bajo número de alumnos. Su plan no funcionó, a pesar de todo, Briarcliff y Bennett quedaron en quiebra.
  

En 1988, el Centro Hastings se movió a la sala Tead, la librería de la escuela; y poco después la organización se movió al pueblo de Garrison. 
| Inscripciones | 42 | 220 | 300 | 500 | 623 | 350 |

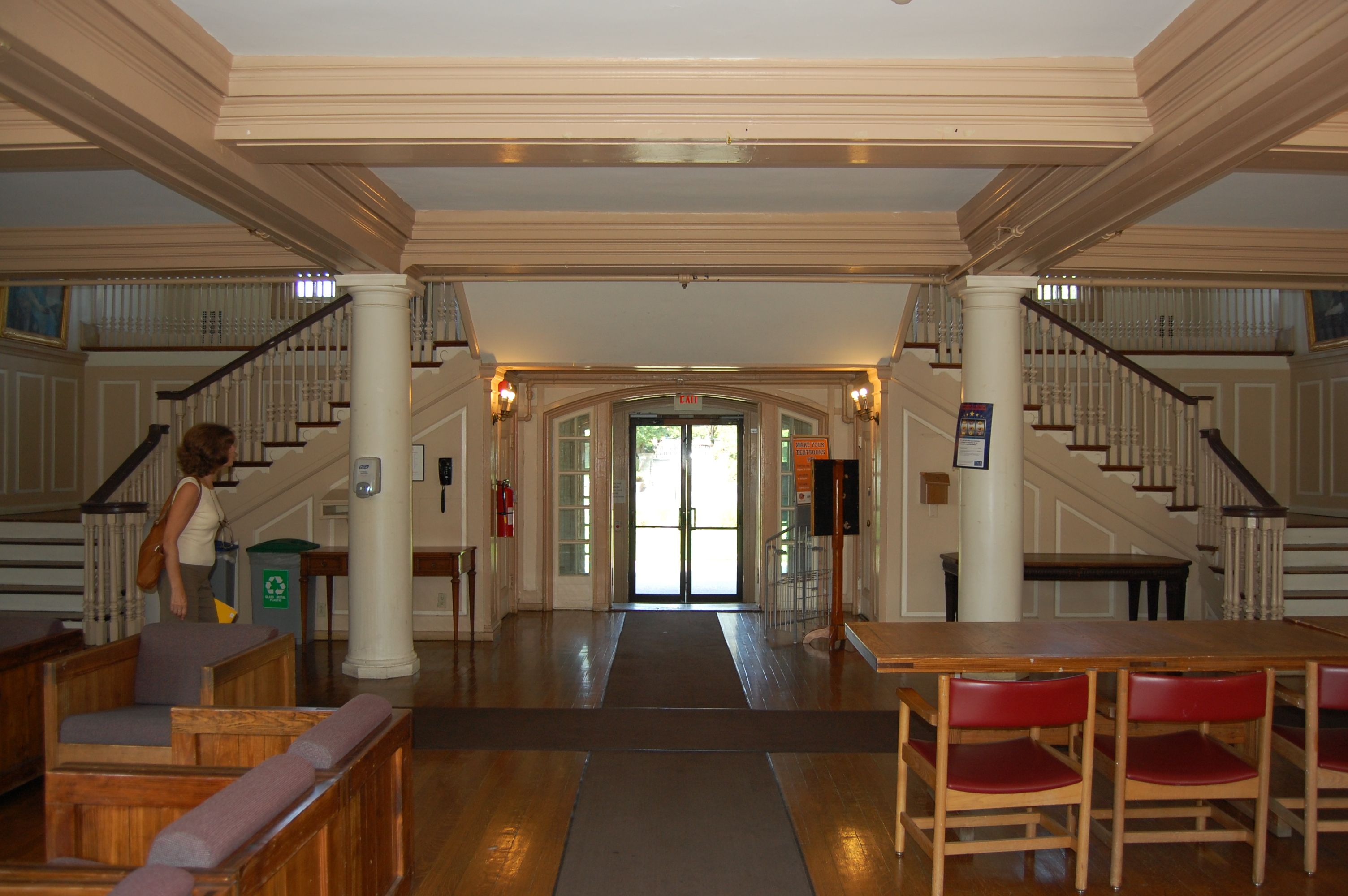
Un interior de Dow Hall

El edificio original de la escuela de la Sra. Dow, permanece como la residencia mixta Dow Hall en la universidad de Pace. Al principio, los residentes de Briarcliff Manor estaban satisfechos de tener otra institución educativa en el lugar, a pesar de que la ilegalidad de Pace en convertir su estacionamiento de 188 lugares de aparcamiento a un lugar de 800 lugares; permitiendo un extenso número de carros estacionarse en las calles vecinas. Finalmente, el pueblo y la escuela llegaron a un acuerdo.
Pace opera el lugar como parte de su Campus Pleasantville, concentrado en la casa Choate. Este sitio, actualmente tiene nueve edificios en una combinación de 330,308 pies cuadrados, con tamaños desde los 13,041 hasta los 111,915 pies cuadrados. Los edificios son utilizados como oficinas, residencias para estudiantes, comedores, salas de recreación y educativas. El campus cuenta con 37 hectáreas e incluye canchas de tenis y diversos juegos de pelota. El terreno de Pleasantville se encuentra alrededor de 3 millas de distancia del terreno del Colegio Briarcliff. En un esfuerzo por consolidar los campus de Westchester de la Universidad de Pace en una misma locación, la Universidad de Pace puso en venta su terreno en el 2015.

## Personas destacadas

### Presidentes
- Mary Elizabeth Dow (1903–1919)
- Edith Cooper Hartmann (1919-)
- Doris Flick (-1942)
- Clara Tead (1942–1960)
- Charles E. Adkins (1960–1968)[3]
- James E. Stewart (interim)
- Thomas E. Baker (1970–1973)
- Josiah Bunting III (1973–1977)

### Estudiantes
- Dorothy Burgess, actriz de cine
- Pamela Juan Hayes, líder del Convento del Sagrado Corazón[8]
- Anne Windfohr Marion, ganadero y manejo de caballerizas en Fort Worth, Texas[9][10]
- Mary Elsie Moore, una heredera
- Sushma Seth, una actriz india

### Maestros
- Mary Cheever, esposa de John Cheever[11]
- Frank DuMond, director de arte[12]
- David E. Mungello, un historiador
- Kurt Seligmann, un pintor y grabador[13]